# Estirac
Estirac é uma comuna francesa na região administrativa de Occitânia, no departamento dos Altos Pirenéus. Estende-se por uma área de 5,21 km². Em 2010 a comuna tinha 109 habitantes (densidade: 20,9 hab./km²).